# Miguel Ligero Rodríguez
Miguel Ligero Rodríguez (Madrid, 21 d'octubre de 1890-Ibídem, 26 de gener de 1968) va ser un dels actors de cinema, revista i sarsuela espanyol més reconeguts de la primera meitat del segle xx.

## Biografia
Va néixer al districte de Carabanchel de Madrid. Sent encara adolescent va abandonar els seus estudis de batxillerat per dedicar-se a la tauromàquia, però la seva vocació va canviar en incorporar-se a una companyia infantil de sarsuela en la qual va compartir escena amb Valeriano León i Eduardo Marcén.
A principis de la dècada de 1920 va començar una gira per Amèrica de quasi catorze anys, representant sainets i sarsueles. Durant la gira es va casar amb l'actriu xilena Blanca Pozas.
Tot i debutar al cinema amb Frivolinas (1926), d'Arturo Carballo, Ligero no va donar prioritat al cinema fins a 1930. En aquella època comença en Joinville-le-Pont l'edició en sèrie de pel·lícules «parlades en castellà», a càrrec de la Paramount americana. Es tractava de versions en espanyol dels èxits nord-americans que es destinaven al públic de parla hispana. Miguel va interpretar als estudis Joinville cinc pel·lícules en castellà i una en alemany. L'actor va continuar fent versions en castellà de films estrangers gràcies a un altre contracte amb la Fox que li va portar a rodar a Hollywood l'any 1931.
En tornar a Espanya forma parella artística amb Imperio Argentina i comença l'etapa daurada de la seva carrera cinematogràfica. A les ordres de Florián Rey la parella va participar en èxits com ara La hermana San Sulpicio (1934), Nobleza baturra (1935) o Morena Clara (1936).
Durant la Guerra Civil espanyola es va traslladar a Alemanya, on va rodar El barbero de Sevilla (1938) i Suspiros de España (1939), totes dues de Benito Perojo. Després de la guerra la seva popularitat va començar a decaure, però continua treballant amb directors de la talla d'Antonio Santillán, Rafael Gil o Ana Mariscal.
L'actor i la seva dona, Blanca Pozas, van adoptar un fill: Luis Ligero, que també va treballar al món del cinema com a guionista i que va dirigir al seu pare en dues produccions: Sobresaliente (1948) i Entre barracas (1949).
Miguel va morir en 1968, poc després de rodar les noves versions de Nobleza baturra (1965), a càrrec aquesta vegada de Juan de Orduña i d'El padre Manolo (1966), de Ramón Torrado. L'any 2010, l'Ajuntament de Madrid va col·locar una placa commemorativa a la casa on van viure Miguel i Blanca, al carrer Hermanos Álvarez Quintero, número 6, de Madrid.

## Filmografia (selecció)

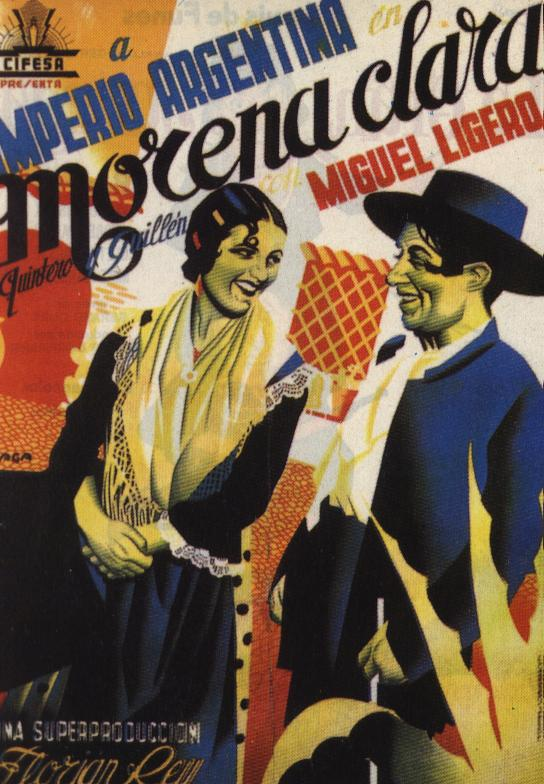
Cartell de Morena Clara (1936).

- Frivolinas (1926), d'Antonio Carballo.
- Doña mentiras (1930), d'Adelqui Migliar.[a]
- Eran trece (1931), de David Howard.[b]
- Su noche de bodas (1931), de Louis Mercanton.[c]
- La hermana San Sulpicio (1934), de Florián Rey.
- La verbena de la Paloma (1935), de Benito Perojo.
- Nobleza baturra (1935), de Florián Rey.
- Morena Clara (1936), de Florián Rey.
- El barbero de Sevilla (1938), de Benito Perojo.
- Suspiros de España (1939), de Benito Perojo.
- El crimen de Pepe Conde (1946), de José López Rubio.
- Mercado negro (1953), de Kurt Land.
- Morena Clara (1954), de Lluis Llucià.
- Cuatro en la frontera (1958), d'Antonio Santillán.
- La reina del Chantecler (1962), de Rafael Gil.
- Feria en Sevilla (1962), d'Ana Mariscal.
- La verbena de la Paloma (1963), de José Luis Sáenz de Heredia.